# La Boussac
Pour les articles homonymes, voir Boussac.
La Boussac est une commune française située dans le département d'Ille-et-Vilaine en région Bretagne, peuplée de 1 250 habitants.

## Géographie
La Boussac est située dans le nord du département d'Ille-et-Vilaine, à 45 km de Rennes, 30 km au sud-est de Saint-Malo et 17 km au sud-ouest du Mont-Saint-Michel. La Boussac est entourée de 7 communes limitrophes : Epiniac à l'ouest, Baguer-Pican, Saint-Broladre et Sains au nord, Pleine Fougères et Trans-la-Forêt à l'est ainsi que Broualan au sud.
Depuis janvier 2017, elle est incorporée au sein de la communauté de communes du pays de Dol et de la baie du Mont-Saint-Michel dont le siège, Dol-de-Bretagne, est situé au nord ouest de la municipalité.

### Voies de communication et transports
Le bourg de La Boussac est desservi par trois routes départementales dont deux axes majeurs : la D 155 reliant Fougères à Saint Malo via Dol-de-Bretagne et la D 4 reliant Saint-Jouan-des-Guérets à Pontorson via Epiniac. La commune est également desservie au nord par la D 576, plus connue sous le nom de Voie de la Liberté.
Sur le plan ferroviaire, La Boussac est traversée en son centre par la ligne SNCF Lison-Lamballe, la commune possédait même sa propre gare (PK 128,5) mais celle ci est fermée depuis le siècle dernier. Cependant, la gare de Dol-de-Bretagne, à 10 minutes en voiture du bourg, permet à la commune d'avoir un service relativement dense puisque cette gare est située sur l'axe Rennes-Saint-Malo (principal axe TER breton) mais elle fait également office de gare TGV avec 2 allers-retours reliant Dol à l'agglomération parisienne.
Située à l'écart des réseaux de transports urbains, La Boussac est cependant desservie par une ligne du réseau de cars BreizhGo, la ligne 17a, reliant Pontorson et Pleine-Fougères à la gare de Dol-de-Bretagne. L'arrêt de la commune est situé sur la chaussée séparant l'église et la mairie.

### Hydrographie
Pour un article plus général, voir Réseau hydrographique d'Ille-et-Vilaine.
La commune est située dans le bassin Loire-Bretagne. Elle est drainée par le Guyoult, le Landal, le ruisseau de landal,,.
Le Guyoult, d'une longueur de 33 km, prend sa source dans la commune de Cuguen et se jette  dans la Manche en limite du Vivier-sur-Mer et de Mont-Dol, après avoir traversé dix communes. 
Le Landal, d'une longueur de 11 km, prend sa source dans la commune de Trémeheuc et se jette  dans le Guyoult à Baguer-Pican. 

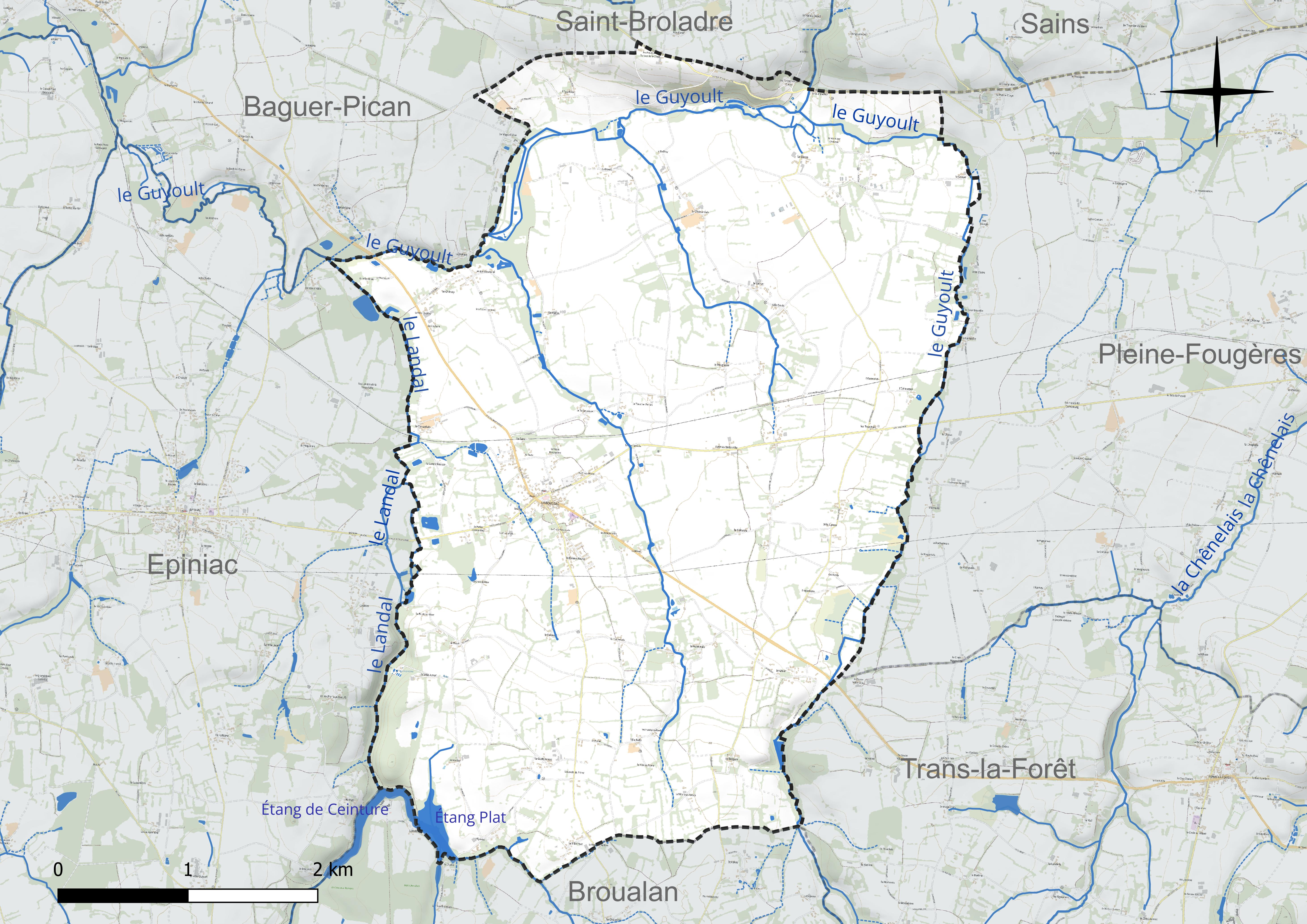
Réseau hydrographique de la Boussac.

Deux plans d'eau complètent le réseau hydrographique : l'étang de Ceinture, d'une superficie totale de 6,3 ha (0 ha sur la commune) et l'étang Plat, d'une superficie totale de 7 ha (6,98 ha sur la commune),.

### Climat
Pour des articles plus généraux, voir Climat de la Bretagne et Climat d'Ille-et-Vilaine.
En 2010, le climat de la commune est de type climat océanique franc, selon une étude du CNRS s'appuyant sur une série de données couvrant la période 1971-2000. En 2020, Météo-France publie une typologie des climats de la France métropolitaine dans laquelle la commune est exposée à un climat océanique et est dans la région climatique  Bretagne orientale et méridionale, Pays nantais, Vendée, caractérisée par une faible pluviométrie en été et une bonne insolation. Parallèlement l'observatoire de l'environnement en Bretagne publie en 2020 un zonage climatique de la région Bretagne, s'appuyant sur des données de Météo-France de 2009. La commune est, selon ce zonage, dans la zone « Intérieur Est », avec des hivers frais, des étés chauds et des pluies modérées.  
Pour la période 1971-2000, la température annuelle moyenne est de 11,3 °C, avec une amplitude thermique annuelle de 12,1 °C. Le cumul annuel moyen de précipitations est de 773 mm, avec 12,2 jours de précipitations en janvier et 7,1 jours en juillet. Pour la période 1991-2020, la température moyenne annuelle observée sur la station météorologique la plus proche, située sur la commune de Pontorson à 12 km à vol d'oiseau, est de 11,9 °C et le cumul annuel moyen de précipitations est de 821,3 mm,. Pour l'avenir, les paramètres climatiques de la commune estimés pour 2050 selon différents scénarios d'émission de gaz à effet de serre sont consultables sur un site dédié publié par Météo-France en novembre 2022.

## Urbanisme

### Typologie
Au 1er janvier 2024, La Boussac est catégorisée commune rurale à habitat dispersé, selon la nouvelle grille communale de densité à sept niveaux définie par l'Insee en 2022.
Elle est située hors unité urbaine et hors attraction des villes,.

### Occupation des sols
L'occupation des sols de la commune, telle qu'elle ressort de la base de données européenne d'occupation biophysique des sols Corine Land Cover (CLC), est marquée par l'importance des territoires agricoles (95,1 % en 2018), une proportion sensiblement équivalente à celle de 1990 (95,2 %). La répartition détaillée en 2018 est la suivante : terres arables (55,1 %), prairies (20,8 %), zones agricoles hétérogènes (19,2 %), zones urbanisées (3,2 %), forêts (1,8 %). L'évolution de l'occupation des sols de la commune et de ses infrastructures peut être observée sur les différentes représentations cartographiques du territoire : la carte de Cassini (XVIIIe siècle), la carte d'état-major (1820-1866) et les cartes ou photos aériennes de l'IGN pour la période actuelle (1950 à aujourd'hui).

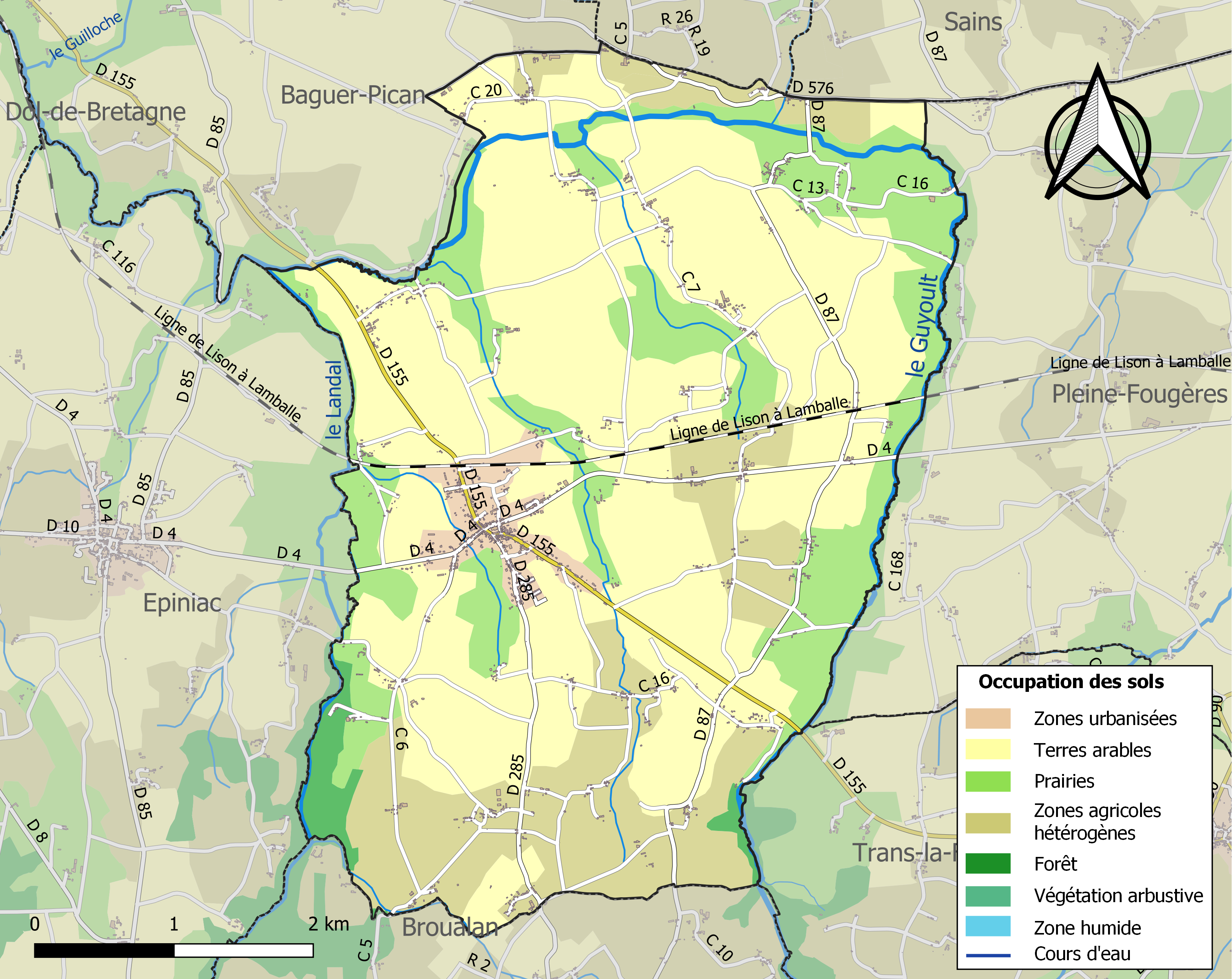
Carte des infrastructures et de l'occupation des sols de la commune en 2018 (CLC).

## Toponymie
Le nom de la localité est attesté sous les formes La Bocac en 1123, Labozac en 1137, ecclesia de Laboceio en 1142, ecclesia de Boceyoen 1186, La Bochac en 1212 et 1260, La Boczac au XIVe siècle.

## Histoire
La paroisse de La Boussac faisait partie du doyenné de Dol relevant de l'évêché de Dol et était sous le vocable de saint Pierre.
Comme la plupart des paroisses, La Boussac est érigée en commune en 1790. La section de Broualan est érigée en paroisse le 4 juin 1853, puis en commune le 2 avril 1887.
Lors de la Seconde Guerre mondiale, la commune est libérée par la 6e division blindée américaine le 2 août 1944.

## Héraldique

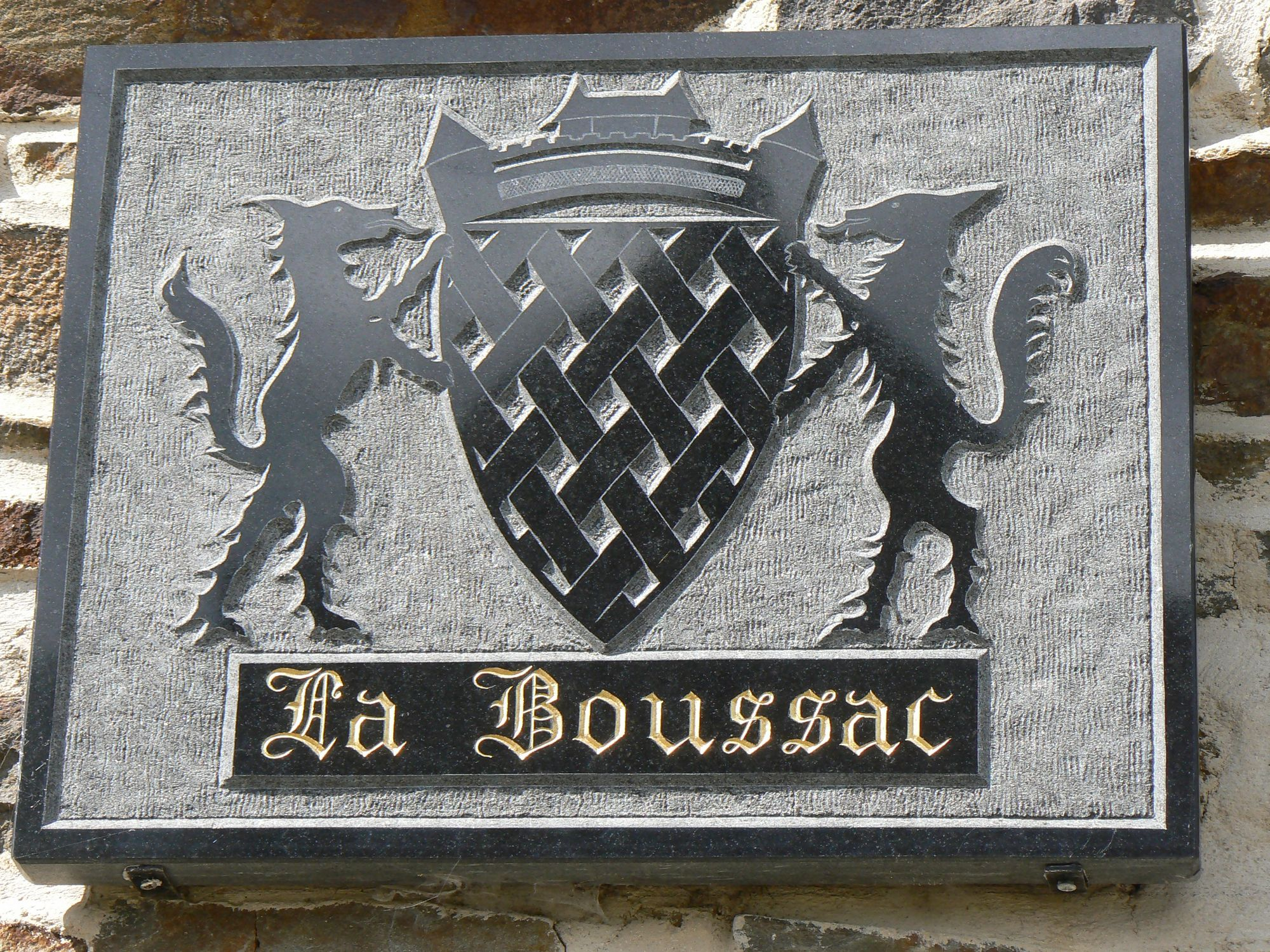
Armoiries sur la mairie de La Boussac.

| Blason | Blasonnement : D'argent fretté de dix pièces de sinople. |

## Politique et administration
| Période                                  | Période     | Identité         | Étiquette | Qualité                                      |
| ---------------------------------------- | ----------- | ---------------- | --------- | -------------------------------------------- |
| ?                                        | ?           | M. Gagnard       |           | Agriculteur                                  |
| mars 1989                                | juin 1995   | Gabriel Tanguy   |           | Ancien chef d'agence de coopérative agricole |
| juin 1995                                | mars 2008   | Francois Le Naye |           | Instituteur                                  |
| mars 2008                                | 26 mai 2020 | Odile Mabile     | SE        | Infirmière retraitée                         |
| 26 mai 2020                              | En cours    | Christine Fauvel |           | Secrétaire comptable                         |
| Les données manquantes sont à compléter. |             |                  |           |                                              |

## Démographie
L'évolution du nombre d'habitants est connue à travers les recensements de la population effectués dans la commune depuis 1793. Pour les communes de moins de 10 000 habitants, une enquête de recensement portant sur toute la population est réalisée tous les cinq ans, les populations de référence des années intermédiaires étant quant à elles estimées par interpolation ou extrapolation. Pour la commune, le premier recensement exhaustif entrant dans le cadre du nouveau dispositif a été réalisé en 2008.
En 2022, la commune comptait 1 250 habitants, en évolution de +7,57 % par rapport à 2016 (Ille-et-Vilaine : +5,46 %, France hors Mayotte : +2,11 %).
| 1793  | 1800  | 1806  | 1821  | 1831  | 1836  | 1841  | 1846  | 1851  |
| ----- | ----- | ----- | ----- | ----- | ----- | ----- | ----- | ----- |
| 2 480 | 2 413 | 2 453 | 2 721 | 2 679 | 2 705 | 2 801 | 2 903 | 2 900 |

| 1856  | 1861  | 1866  | 1872  | 1876  | 1881  | 1886  | 1891  | 1896  |
| ----- | ----- | ----- | ----- | ----- | ----- | ----- | ----- | ----- |
| 3 000 | 3 029 | 3 144 | 3 111 | 3 065 | 2 996 | 3 113 | 2 110 | 2 118 |

| 1901  | 1906  | 1911  | 1921  | 1926  | 1931  | 1936  | 1946  | 1954  |
| ----- | ----- | ----- | ----- | ----- | ----- | ----- | ----- | ----- |
| 2 076 | 1 932 | 1 868 | 1 571 | 1 616 | 1 551 | 1 586 | 1 450 | 1 351 |

| 1962  | 1968  | 1975 | 1982 | 1990 | 1999 | 2006  | 2008  | 2013  |
| ----- | ----- | ---- | ---- | ---- | ---- | ----- | ----- | ----- |
| 1 275 | 1 152 | 964  | 937  | 909  | 973  | 1 093 | 1 127 | 1 135 |

| 2018  | 2022  | - | - | - | - | - | - | - |
| ----- | ----- | - | - | - | - | - | - | - |
| 1 199 | 1 250 | - | - | - | - | - | - | - |

## Lieux et monuments
- Le prieuré du Bregain : ancien prieuré, tour inscrite monument historique le 6 janvier 1926, actuellement propriété d'une personne privée[28].
- Église Saint-Pierre, édifiée au tournant des XIXe – XXe siècles par Alfred-Louis Frangeul[29].

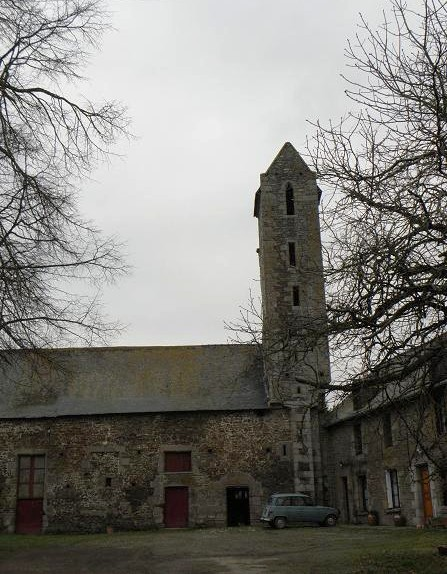
Le prieuré du Brégain.
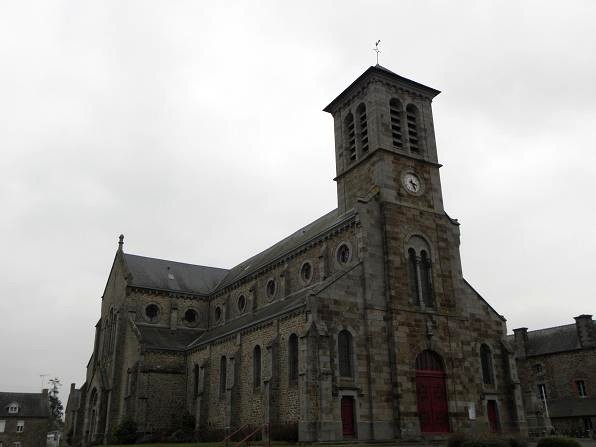
L'église Saint-Pierre.
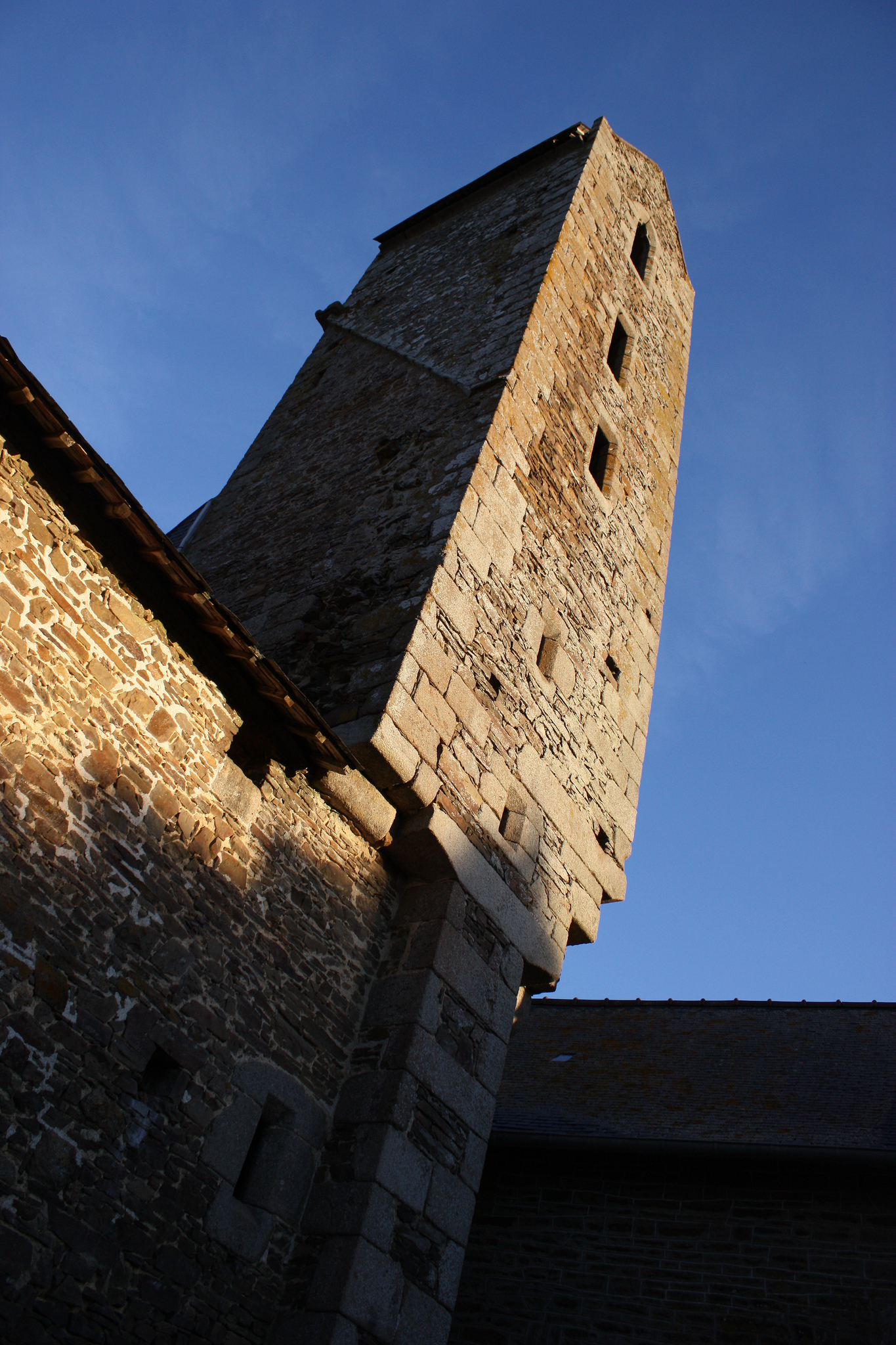
Le Bregain en 2012.